# Oceanisch kampioenschap hockey 2005
De vierde editie van het Oceanisch kampioenschap hockey werd in 2005 gehouden. Voor het eerst deed bij de mannen een ander land naast Australië en Nieuw-Zeeland mee; Fiji was het derde land en tevens gastland voor de wedstrijden die werden gespeeld in Suva. Voor het eerst werd het toernooi afgesloten met een finale. Bij de vrouwen werd net als bij de vorige edities een serie van drie wedstrijden tussen Australië en Nieuw-Zeeland gehouden.
Zowel bij de mannen als de vrouwen won Australië voor de vierde keer op rij. De titels waren tevens goed voor een plaats op het wereldkampioenschap voor mannen 2006 resp. wereldkampioenschap voor vrouwen 2006. 

## Mannen

### Groepsfase
| Team          | GS | W | G | V | DV | DT | DS  | Ptn |
| ------------- | -- | - | - | - | -- | -- | --- | --- |
| Australië     | 2  | 2 | 0 | 0 | 30 | 2  | +28 | 6   |
| Nieuw-Zeeland | 2  | 1 | 0 | 1 | 18 | 4  | +14 | 3   |
| Fiji          | 3  | 0 | 0 | 2 | 0  | 42 | -42 | 0   |

| 15 november 2005 |       |               |      |
| Australië        | 4 – 2 | Nieuw-Zeeland | Suva |
|                  |       |               | Suva |

| 16 november 2005 |        |      |      |
| Nieuw-Zeeland    | 16 – 0 | Fiji | Suva |
|                  |        |      | Suva |

| 17 november 2005 |        |      |      |
| Australië        | 26 – 0 | Fiji | Suva |
|                  |        |      | Suva |

### Finale
| 19 november 2005 |       |               |      |
| Australië        | 5 – 1 | Nieuw-Zeeland | Suva |
|                  |       |               | Suva |

### Eindrangschikking
| Rang   | Land          |
| ------ | ------------- |
| Goud   | Australië     |
| Zilver | Nieuw-Zeeland |
| Brons  | Fiji          |

## Vrouwen
| Team          | GS | W | G | V | DV | DT | DS | Ptn |
| ------------- | -- | - | - | - | -- | -- | -- | --- |
| Australië     | 3  | 2 | 0 | 1 | 6  | 1  | +5 | 6   |
| Nieuw-Zeeland | 3  | 1 | 0 | 2 | 1  | 6  | -5 | 3   |

| 30 oktober 2005 |       |           |          |
| Nieuw-Zeeland   | 1 – 0 | Australië | Auckland |
|                 |       |           | Auckland |

| 3 november 2005 |       |               |        |
| Australië       | 4 – 0 | Nieuw-Zeeland | Sydney |
|                 |       |               | Sydney |

| 5 november 2005 |       |               |        |
| Australië       | 2 – 0 | Nieuw-Zeeland | Sydney |
|                 |       |               | Sydney |

Eindrangschikking
| Rang   | Land          |
| ------ | ------------- |
| Goud   | Australië     |
| Zilver | Nieuw-Zeeland |

Australië (m, v) & Nieuw-Zeeland (v) 1999 · 
Australië (m) & Nieuw-Zeeland (v) 2001 · 
Australië (m) & Nieuw-Zeeland (m, v) 2003 · 
Suva (m) & Australië (v) & Nieuw-Zeeland (v) 2005 · 
Buderim 2007 · 
Invercargill 2009 · 
Hobart 2011 · 
Stratford 2013 · 
Stratford 2015 · 
Sydney 2017 · 
Rockhampton 2019